# Imperio bizantino bajo la dinastía heracliana
El Imperio bizantino estuvo gobernado por emperadores de la dinastía heracliana entre los años 610 y 711. Los heraclianos presidieron un período de eventos catastróficos que marcaron un hito en la historia del Imperio y del mundo. Heraclio era el fundador de la dinastía homónima y era de origen armenio.
Al comienzo de la dinastía, la cultura del Imperio seguía siendo esencialmente la misma que la de la Antigua Roma, dominando buena parte del Mediterráneo y albergando una próspera civilización urbana de la Antigüedad tardía. Todo lo anteriormente nombrado fue finalmente destrozado por el desgaste de las sucesivas invasiones, que resultaron en grandes pérdidas territoriales, colapso financiero y plagas que despoblaron las ciudades, mientras que las controversias religiosas y las rebeliones debilitaron aún más el Imperio desde dentro.
Al final de la dinastía, el Imperio había desarrollado una estructura estatal muy diferente: Ahora conocida en la historiografía como Bizancio medieval, una sociedad principalmente agraria dominada por las fuerzas militares que estaban involucradas en una larga y constante guerra con el califato musulmán. Sin embargo, el Imperio durante este período también fue mucho más homogéneo, reduciéndose casi en su totalidad a los territorios centrales cuya población mayoritaria era de habla griega y fieles calcedonios, lo que le permitió apaciguar estas tormentas y entrar en un período de estabilidad bajo la dinastía sucesora de la Isauriana
La dinastía Heracliana recibió su nombre por el general Heraclio, quien, en 610, zarpó desde Cartago, derrocó al emperador ilegítimo Focas, que había llegado al poder gracias a un grupo de hombres influyentes de Constantinopla, y terminó siendo coronado él mismo como el nuevo emperador. En ese momento, el Imperio estaba envuelto en una guerra contra el Imperio sasánida, que en la década siguiente conquistó las provincias orientales del Imperio.
Después de una lucha larga y agotadora, Heraclio logró derrotar a los persas y restaurar el Imperio, solo para perder las provincias recientemente reconquistadas poco después, cuando sus fuerzas se toparon con las conquistas musulmanas. Sus sucesores lucharon por contener el avance árabe. El Levante y el norte de África fueron irrecuperables, a su vez, en un período de 674–678, un gran ejército árabe sitió a la misma ciudad de Constantinopla.
Sin embargo, el estado sobrevivió y el establecimiento del sistema Thema permitió conservar el corazón imperial de Asia Menor. Bajo la dirección de Justiniano II y Tiberio III se estabilizó la frontera imperial en las provincias de Oriente, aunque nunca cesaron las incursiones de ambos lados.
Al final del siglo VII también se vieron los primeros conflictos con los búlgaros y el establecimiento de un estado búlgaro en las antiguas tierras bizantinas al sur del Danubio, que sería el principal problema del Imperio en Occidente hasta el siglo XII.

## Antecedentes

El Imperio Bizantino después de que Heraclio recuperó las Provincias Orientales de manos de los Sasánidas.

Desde la caída del Imperio Romano Occidental, el Imperio Bizantino continuó viendo sus antiguas provincias en Europa Occidental como un territorio legítimo del Imperio. Sin embargo, solo Justiniano I se atrevería a hacer valer esta afirmación con poderío militar. El éxito temporal conseguido en Occidente se logró a costa de permitir el dominio persa en Oriente, donde los bizantinos se vieron obligados a pagar tributos monetarios para evitar la guerra.
Sin embargo, después de la muerte de Justiniano, gran parte de la Italia recién recuperada cayó en manos de los lombardos, y los visigodos pronto reducirían casi en su totalidad las posesiones imperiales en España. Al mismo tiempo, las continuas guerras con el Imperio Persa no trajeron una victoria concluyente. Sin embargo, en 591, la larga guerra terminó con un tratado favorable para los bizantinos, que les permitió anexar los territorios armenios. Así, tras la muerte del sucesor de Justiniano, Tiberio II, Mauricio buscó restaurar el prestigio del Imperio.
Aunque el Imperio había obtenido éxitos menores sobre los eslavos y los ávaros en batallas campales al otro lado del río Danubio, tanto la moral del ejército como la fe en el gobierno habían disminuido considerablemente. El malestar había asomado la cabeza en las ciudades bizantinas a medida que las diferencias sociales y religiosas se manifestaban en dos facciones, Azules y Verdes, que luchaban entre sí en las calles de las ciudades. Lo que finalmente derrumbó al gobierno fue la decisión de recortar el salario de las tropas en respuesta a los problemas financiers. El efecto combinado de una revuelta del ejército dirigida por un oficial subalterno llamado Focas y las grandes revueltas de los Verdes y los Azules obligaron a Mauricio a abdicar. El Senado aprobó a Focas como nuevo emperador y Mauricio, el último emperador de la dinastía de Justiniano, fue asesinado junto con sus cuatro hijos.
El rey persa Cosroes II respondió emprendiendo un asalto al Imperio, aparentemente para vengar al emperador Mauricio, quien previamente lo había ayudado a recuperar su trono. Focas ya estaba alienando a sus partidarios con su gobierno represivo (introduciendo la tortura a gran escala), y los persas pudieron capturar Siria y Mesopotamia en 607. Hacia el año 608, los persas acamparon en las afueras de Calcedonia, estando a la vista de la capital imperial, Constantinopla, mientras que Anatolia era completamente devastada por las incursiones persas. Para empeorar las cosas, el avance de las tribus ávaras y eslavas iba acercándose hacia el sur a través del Danubio y cada vez más hacia el territorio imperial.
Mientras los persas avanzaban en su campaña de conquistar las provincias orientales, Focas optó por dividir a sus súbditos en lugar de unirlos contra la amenaza de los persas. Quizás pensó que sus derrotas se debían a una retribución divina, Focas inició una campaña salvaje y sangrienta para convertir a la fuerza a  todos los judíos del Imperio al cristianismo. Las persecuciones y la alienación de los judíos, un pueblo que estaba en primera línea de combate durante la guerra contra los persas, ayudaron a que estos impulsaran victorias a favor de los conquistadores persas. Cuando judíos y cristianos comenzaron a organizar matanzas de unos a otros, algunos optaron por huir de la carnicería hacia territorio persa. Mientras tanto, parece que todos estos los desastres llevaron al Emperador a un estado de paranoia, aunque es cierto que hubo numerosos complots contra su gobierno, las ejecuciones de ''enemigos internos'' se volvieron sistemáticas. Entre las personas que fueron ejecutadas se encontraba la ex emperatriz Constantina y sus tres hijas.

## Heraclio

### La caída de Focas

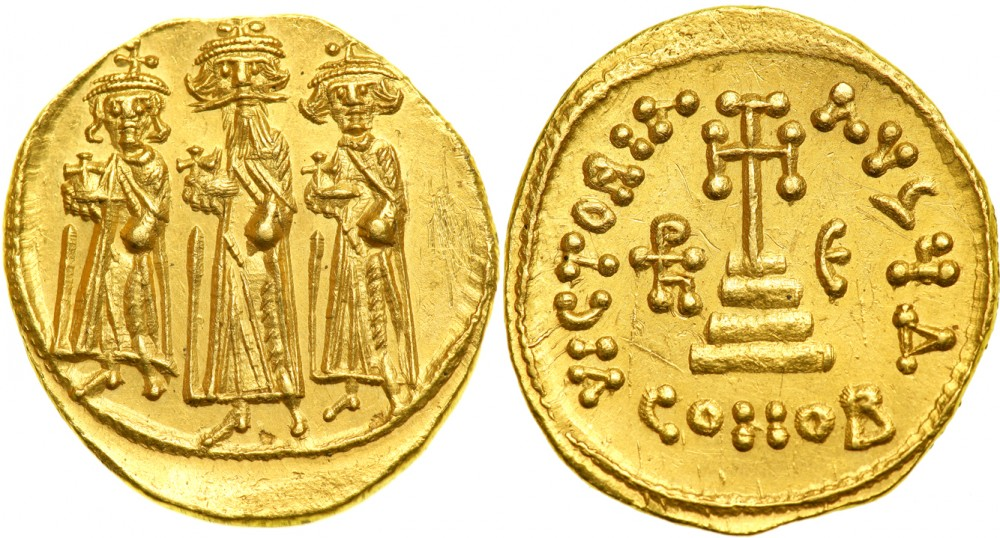
Sólido del reinado de Heraclio, mostrando a su hijo Constantino III como coemperador.

Debido a la latente crisis que enfrentaba el Imperio y que lo había sumido en el caos, Heraclio intentó arrebatarle el poder a Focas en un esfuerzo por salvaguardar la fortuna de Bizancio. A medida que el Imperio fue llevado a la anarquía, el Exarcado de Cartago permaneció relativamente ajeno al alcance de la conquista persa. Lejos de la autoridad imperial incompetente de la época, Heraclio el Viejo, el exarca de Cartago, junto a su hermano Gregorio, comenzó a reunir sus fuerzas para asaltar Constantinopla. Después de cortar el suministro de cereales a la capital desde su territorio, Heraclio comandó un ejército y una flota numerosa en 608 para restaurar el orden en el Imperio. Heraclio cedió el mando del ejército al hijo de Gregorio, Nicetas, mientras que el mando de la flota pasó al hijo de Heraclio, Heraclio el Joven. Nicetas llevó parte de la flota y sus fuerzas a Egipto, apoderándose de Alejandría a fines del 608. Mientras tanto, Heraclio el Joven se dirigió a Salónica, desde donde, después de recibir más suministros y tropas, navegó directamente hacia Constantinopla. Llegó a su destino el 3 de octubre de 610, donde no encontró oposición alguna al desembarcar frente a las costas de Constantinopla, los ciudadanos lo recibieron como su libertador.
Cuando Focas, ya capturado, fue entregado a Heraclio, tuvo lugar una interesante conversación:

Heraclio: "¿Es así como habéis gobernado el Imperio?"
Focas: "¿Tú lo gobernarás mejor?"

El reinado de Focas finalizó oficialmente con su ejecución y la coronación de Heraclio por el Patriarca de Constantinopla dos días después, el 5 de octubre. Una estatua de Focas que se encontraba en el Hipódromo fue derribada y quemada, al igual que los colores de los Azules, la facción que apoyaba a Focas.

### Primeros fracasos
Después de haberse casado en una elaborada ceremonia y ser coronado por el Patriarca, Heraclio, con 36 años, se dispuso a cumplir su cometido como Emperador. La primera parte de su reinado arrojó una situación similar a la que tenía el reinado de Focas con respecto a todos sus problemas en los Balcanes. Los ávaros y los eslavos atravesaron el Adriático occidental, así como las partes sur y este del área del Egeo. Tanto así que su avance por Dalmacia hizo que consiguieran rodear varias ciudades bizantinas, Singidunum (Belgrado), Viminacium (Kostolac), Naissus (Niš), Serdika (Sofía) y acabaron por destruir Salona en 614. Sin embargo, numerosos intentos de tomar la ciudad de Salónica por parte de los eslavos y ávaros no tuvieron éxito, lo que permitió al Imperio conservar una ciudad que era vital para la región.
En 613, el ejército bizantino sufrió una aplastante derrota en la Batalla de Antioquía, permitiendo a los persas moverse libre y rápidamente por muchísimas vías. Esta ventaja adquirida por los persas provocó la caída de las ciudades de Damasco y Tarso, junto con Armenia. Más grave aún fue la pérdida de Jerusalén, que fue sitiada y capturada por los persas en tres semanas. Innumerables iglesias de la ciudad (incluido el Santo Sepulcro) fueron quemadas y numerosas reliquias, incluidas la Vera Cruz, la Lanza Sagrada y la Esponja Sagrada, objetos usados en el momento de la muerte de Jesucristo, estaban ahora en Ctesifonte, la capital Persa. Los persas mantuvieron su posición en las afueras de Calcedonia, no muy lejos de la capital, y la provincia de Siria estaba en un caos total.
A pesar de los esfuerzos anteriores de Nicetas, Egipto también fue conquistado, lo que resultó en una pérdida significativa de mano de obra, suministros de alimentos e ingresos de los impuestos. Sin embargo, la situación no era del todo desesperada para los bizantinos. Las murallas de Constantinopla eran tan resistentes y estaban tan bien defendidas como siempre, y Heraclio todavía tenía una flota naval muy grande, mejor entrenada y con mejor armamento que cualquiera de sus oponentes "bárbaros" (especialmente los eslavos y los ávaros). Los persas no poseían ni un barco en el Bósforo y, por lo tanto, les era imposible sitiar la ciudad de manera efectiva.

### La contraofensiva bizantina

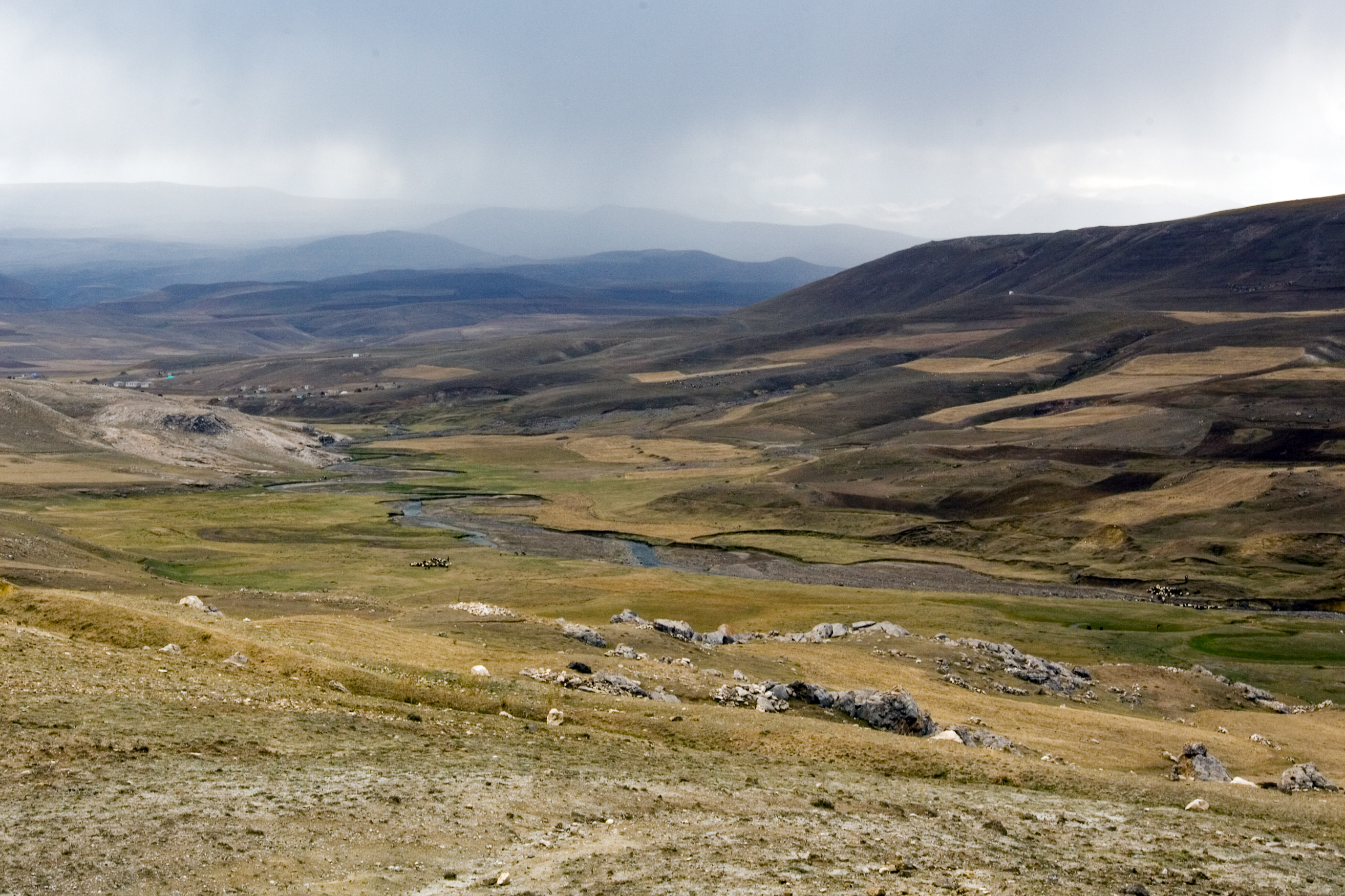
El río Arsanias, actualmente conocido como el río Murat, en Turquía.

Para recuperarse de todas las derrotas ya mencionadas, Heraclio emprendió un plan para reconstruir a las fuerzas armadas, financiándolo por medio de multas aplicadas a varios funcionarios acusados de corrupción, subiendo los impuestos y devaluando la moneda para pagarle más soldados y saldar préstamos impuestos por la fuerza. El Patriarca de Constantinopla, Sergio, puso las arcas de la Iglesia en manos del Estado, una medida que sorprendió a sus contemporáneos pero que fue necesaria. Heraclio ahora tenía como objetivo eliminar a uno de sus peligrosos enemigos, el Imperio Sasánida. Los persas habían conquistado grandes cantidades de territorio en Anatolia, Mesopotamia, el Levante y el norte de África, pero aún tenían que consolidar su control sobre él. Heraclio decidió negociar la paz con los ávaros y los eslavos pagándoles una gran cantidad de dinero en forma de tributo para poder mover libremente sus ejércitos de Europa a Asia para lanzar contraofensivas contra los persas. Con sus oponentes orientales todavía fuera de Calcedonia, en la primavera de 622, Heraclio se puso al frente del campo de batalla. Navegó con su ejército recién reclutado por la costa jónica y desembarcó en Iso, el sitio exacto donde Alejandro Magno había derrotado decisivamente a los persas unos 1000 años antes. En Iso, Heraclio entonces supervisó el largo entrenamiento de sus hombres. En el otoño de ese año, marchó junto a su ejército hacia el norte y se encontró con una fuerza persa en las tierras altas de Capadocia. A pesar de no tener experiencia militar previa en la conducción de un ejército en el campo, el emperador bizantino derrotó de manera decisiva a las fuerzas del experimentado general persa Sharvaraz, elevando significativamente la moral de su ejército y recuperando grandes extensiones de territorio.
A principios de 623, Heraclio dirigió sus fuerzas a través de Armenia y el actual Azerbaiyán. Al avanzar hacia Armenia, esto obligó a los persas a retirarse de sus posiciones en Asia Menor y seguir al ejército "como un perro encadenado". Fue justamente en territorio armenio donde el ejército bizantino una vez más tuvo éxito contra el general persa Sharvaraz, obteniendo una gran victoria. Los acontecimientos en la capital obligaron a Heraclio y su ejército a regresar a Constantinopla, ya que el Kan ávaro amenazaba con tomar acción en la ciudad. Heraclio, sabiendo lo desastroso que sería perder la tregua, se vio obligado a aumentar el tributo que se pagaba a los ávaros, llegando incluso a enviar rehenes al Kan para garantizar el pago. Esto una vez más reforzó su retaguardia, lo que le permitió volver a enfrentarse al ejército persa en marzo de 623, ya que el rey persa Cosroes II se había vuelto cada vez más beligerante en su actitud, rechazando una tregua. Durante el viaje a Persia, el ejército bizantino se dedicó a saquear activamente los asentamientos que se topaba, incluida la destrucción del palacio persa en Gazaca. Quemando numerosas ciudades enemigas, Heraclio tomó una decisión arriesgada y condujo a sus tropas a las profundidades del corazón del Imperio Sasánida hasta Ctesifonte, la capital persa. Sin embargo, Sharvaraz comenzó a cortar las líneas de suministro de Heraclio, lo que obligó a este último a retirarse hacia la costa occidental del Mar Caspio. Allí, su segunda esposa y sobrina (Martina) dio a luz a un niño de manera segura, aunque el matrimonio fue visto por muchos como incestuoso y vulgar.
En 624, Heraclio dirigió otra campaña hacia el lago Van. Sin embargo, la victoria que ansiaba no la conseguiría hasta el año siguiente. Liderando a su ejército a través de Airarat por el río Arsanias durante 320 kilómetros para así capturar las ciudades de Silvan y Amida, Heraclio finalmente se topó con el ejército persa al norte de la ciudad de Adana después de marchar 113 kilómetros a través de toda Mesopotamia. Inicialmente, la batalla fue favorable para los persas, ya que eliminaron la vanguardia del ejército bizantino. Sin embargo, Heraclio luego tomó la iniciativa haciendo a sus tropas avanzar en una carga aparentemente suicida a través del río Éufrates, cambiando así el rumbo de la batalla. Sharvaraz le expresó su admiración por Heraclio a un griego renegado:

¡Vea ahora a su emperador! ¡Él no teme a estas flechas y lanzas más de lo que le teme a un yunque!
Sharvaraz

### Asedio de Constantinopla

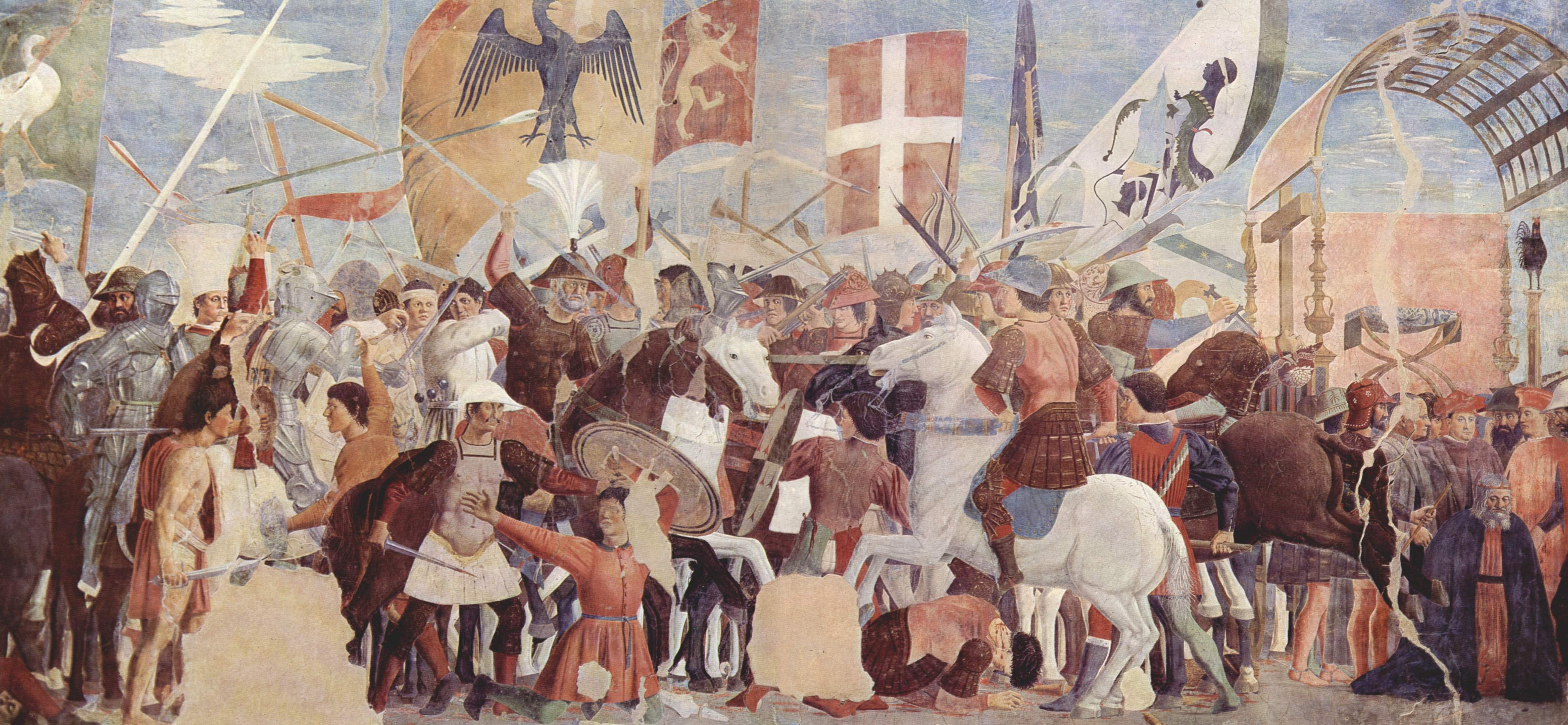
Batalla de Heraclio y Cosroes. Fresco de Piero della Francesca, c. 1452.

La victoria pertenecía a los bizantinos, y ahora, los honores de la guerra estaban parejos. Sin embargo, la amenaza persa aún no había desaparecido por completo. El tan esperado asalto a Constantinopla por fin comenzaba a materializarse, los ávaros comenzaron a movilizar escuadrones de asedio hacia la capital (el asedio comenzó el 29 de junio de 626), mientras que el rey Cosroes II ordenó a Sharvaraz que asentara su ejército en Calcedonia para después unirse a los ávaros. Cosroes comenzó a reclutar hombres aptos para un nuevo ejército, reuniendo un ejército de aproximadamente 50.000 hombres. Heraclio, al parecer, no solo se veía superado en tácticas, sino también en número, por ejércitos cada vez más grandes. Sin embargo, Heraclio intentó igualar a las fuerzas persas duplicando su estrategia y dividiendo sus fuerzas en tres grupos separados. El primer ejército defendería la capital, mientras que otro, bajo el mando del hermano del emperador, Teodoro, se enfrentaría a los 50.000 reclutas sasánidas en Mesopotamia que estaban al mando del general persa Shahin. Mientras tanto, el tercero, que sería comandado personalmente por el Emperador, marcharía a través de Armenia y el Cáucaso y hacia Persia, creyendo que esta sería vulnerable debido a que no quedarían soldados para defenderla, bajo la lógica de que la mayoría de los hombres aptos estarían fuera del territorio debido al servicio militar obligatorio dictaminado por Cosroes. Esto permitiría que sus fuerzas avanzaran fácilmente hacia el corazón de Persia.
Al contingente de Teodoro resistió bien contra Shahin en Mesopotamia, infligiendo una aplastante derrota a los persas. Durante esta batalla, en Constantinopla, la ciudad estuvo bien defendida con una fuerza de unas 12.000 unidades de caballería (presumiblemente desmontados), apoyados por toda la población de la ciudad. Por su parte, los esfuerzos del patriarca Sergio por incentivar a la población en un frenesí religioso y patriótico no pasaron desapercibidos en la capital. Cuando la flota bizantina aniquiló completamente una flota persa y otra ávara en dos emboscadas separadas, los sitiadores parecían haberse retirado presas del pánico. Y cuando llegó la noticia de la victoria de Teodoro en Mesopotamia, los sitiadores llegaron a la conclusión de que los bizantinos ahora estaban bajo la protección del Dios cristiano del pueblo romano.

### Triunfo

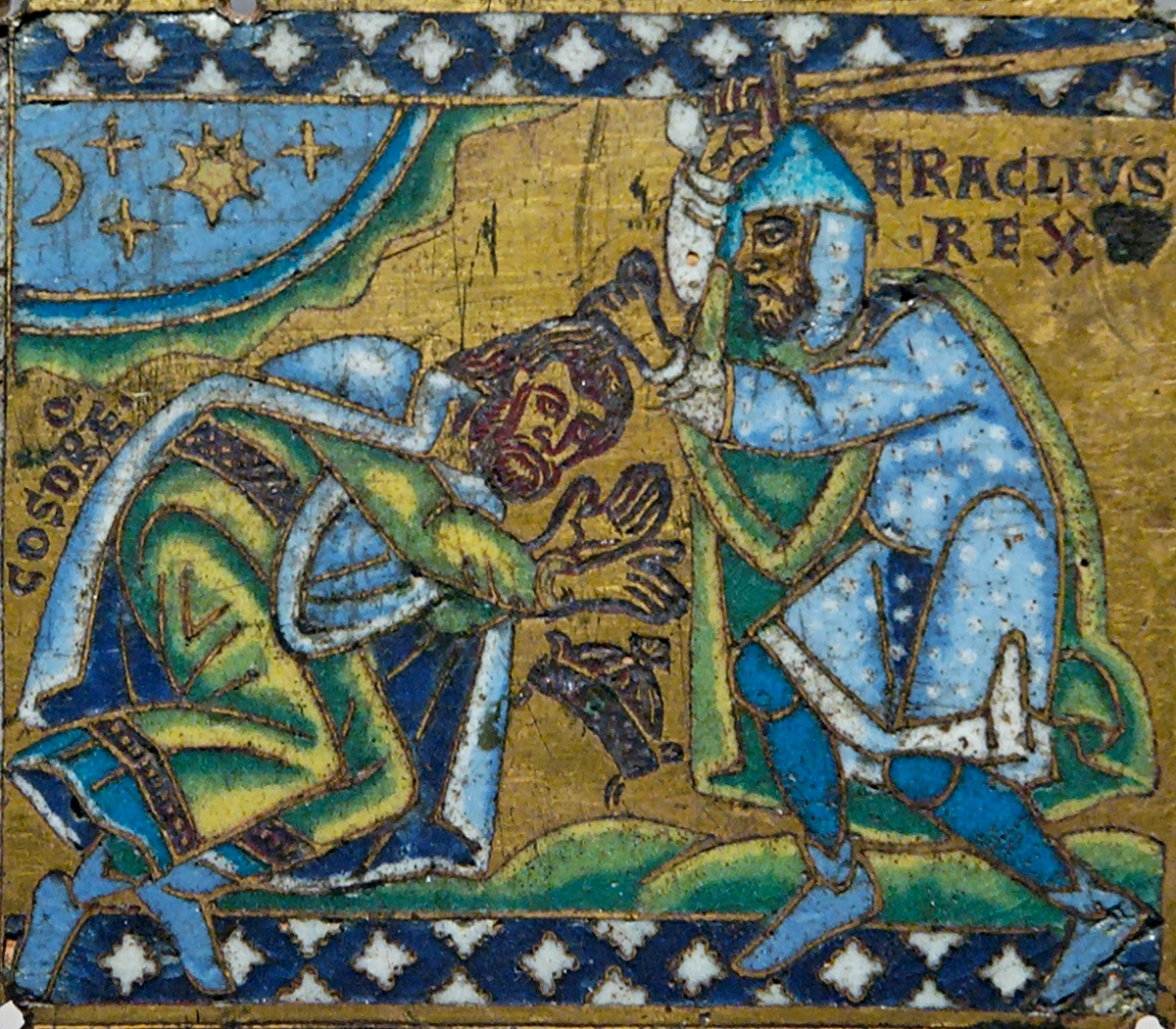
Heraclio venciendo a Cosroes II; placa de una cruz (esmalte Champlevé sobre cobre dorado, 1160-1170, París, Louvre).

Para Heraclio, el 626 fue un año tranquilo, en lo que pareció un intento de reforzar sus fuerzas, prometió la mano de su hija Eudoxia al Kan del kanato turco occidental, Ziebel. Cautivado por la oferta, el Kan envió unas 40.000 tropas del lado bizantino. Sin embargo, el Kan murió solo dos años después, en 628. No obstante, Bizancio hizo un buen uso de sus tropas cuando Heraclio marchó sobre Mesopotamia al año siguiente. Su objetivo era claro: destruir el ejército de los persas y marchar hacia Ctesifonte, haciendo lo que ningún emperador romano se había atrevido en casi 300 años (desde el gobierno de Juliano el Apóstata): Su ejército marchó con cautela en este terreno hostil. Heraclio sabía que el ejército persa estaba cerca y que una emboscada siempre era una posibilidad. A su vez, Rhahzadh, el nuevo comandante persa, no estaba dispuesto a enfrentarse a Heraclio hasta que sus propias tropas estuvieran listas para una batalla campal.
Después de pasar la mayor parte del año 627 en Mesopotamia, Heraclio se topó finalmente con el ejército persa cerca de las ruinas de la ciudad de Nínive. Durante once horas, los bizantinos y los persas lucharon entre sí de forma ininterrumpida. En el fragor de la batalla, Razates retó a un duelo a Heraclio, quien aceptó. A pesar de haber sido herido previamente, Heraclio logró decapitar a Razates. Cuando el Sol finalmente comenzó a ponerse, los persas ya habían sido derrotados y ambos ejércitos se retiraron para descansar.
Más tarde, Heraclio se mudó al Gran Palacio de Dastagird (una ciudad muy cerca de la capital sasánida) solo para descubrir que Cosroes II había huido de su palacio. En un ataque de ira, Heraclio ordenó que la ciudad entera fuera incinerada hasta los cimientos. Reanudando su campaña, pronto descubrió que Cosroes ya no contaba con la lealtad de sus súbditos, ya que se negaron a unirse para defender a Ctesifonte. Heraclio esperó una o dos semanas antes de hacer marchar a sus tropas nuevamente. El hijo mayor de Cosroes, Siroes, tomó el poder y se nombró a sí mismo como Kavad II después de que ordenara matar a su padre con una lluvia de flechas. Más tarde, la creación de un tratado de paz favorable a los bizantinos condujo a la restauración de las fronteras anteriores a la guerra. Como adición, también fueron devueltos todos los prisioneros y las reliquias cristianas que habían sido capturadas por los persas. Así, con la cabeza de la Vera Cruz, Heraclio entró triunfante en la capital el 14 de septiembre de 628. Encabezando una procesión que incluía cuatro elefantes, la Vera Cruz se colocó en lo alto del altar de Santa Sofía.
En ese momento, la población bizantina esperaba, en términos generales, que el emperador llevaría al imperio entero a una nueva era de gloria y prosperidad. Sin embargo, todos los logros de Heraclio quedarían en nada cuando, en el año 633, comenzaron las guerras arabo-bizantinas.

### Declive
La amenaza árabe fue pasada por alto tanto por Persia como por Bizancio por varias razones, las más importantes de todas fueron las guerras libradas entre las dos potencias y la escasez total de comunicación en la extensión del desierto. No obstante, los bizantinos y los persas realizaron esfuerzos, a veces en cooperación, para detener el avance de los árabes. 
El 8 de junio de 632, el profeta islámico Mahoma murió debido a una fuerte fiebre. Sin embargo, el conjunto de ideas y creencias que le legó a su seguidores transformaría Oriente Medio. En 633, los ejércitos del Islam salieron de Arabia con el objetivo de difundir la palabra del profeta. En 634, los árabes derrotaron a una fuerza bizantina enviada a Siria y capturaron Damasco. La llegada de los refuerzos bizantinos que llegaron hasta las afueras de Antioquía obligó a los árabes a retirarse. Los bizantinos no avanzaron hasta  mayo de 636. Sin embargo, una tormenta de arena en 20 de agosto de 636 devastó a los bizantinos y cuando los árabes cargaron contra ellos fueron completamente aniquilados.

La batalla que se libró en Yarmuk fue de las más feroces y sangrientas... los romanos y sus seguidores se ataron entre sí con cadenas, para que nadie pudiera poner en fuga su esperanza. Con la ayuda de Alá, unos 70 000 de ellos fueron ejecutados y el resto huyeron...
Al-Baladhuri

Jerusalén se rindió ante los árabes en 637 y luego de una fuerte resistencia ciudadana; en el año 638, el califa Umar entró a caballo en la ciudad. Heraclio tuvo que detenerse en Jerusalén para recuperar la Vera Cruz mientras estaba sitiada. Mientras él envejecía, su gobierno se volvía cada vez más inestable. Cuando Heraclio servía como comandante en la flota de su padre, desarrolló una fobia al mar y se negó a cruzar el Bósforo hacia la capital. Solo cuando varios botes fueron amarrados en fila hasta conectar ambas penínsulas entre sí, con arbustos colocados a lo largo de los navíos para ocultar el agua, cruzó, "como si estuviera caminando por tierra", como lo expresó uno de sus contemporáneos.

Debido a la Guerra Bizantino-Sasánida de 602-628, tanto los bizantinos como los persas se debilitaron y se volvieron vulnerables a la expansión del califato.

Las invasiones árabes y la pérdida de territorio no era la única preocupación del emperador. Se rumoreaba que el matrimonio incestuoso que él tenía con su sobrina había provocado la ira de Dios: y es que de los nueve hijos que tuvo, cuatro habían muerto siendo infantes, uno tenía el cuello torcido y el otro era sordomudo. Además, parece que el Imperio ni siquiera estaba considerando la amenaza árabe como un peligro en ese momento. Las controversias religiosas volvieron a surgir cuando Sergio, el patriarca de Constantinopla, propuso el monotelismo como compromiso entre los cristianos calcedonios y los monofisitas. Heraclio aceptó la propuesta. Sin embargo, recibió muchas críticas por ambas partes en el debate teológico sobre la verdadera naturaleza de Cristo. Cuando Sofronio, uno de los principales críticos del monotelismo, fue elegido Patriarca de Jerusalén, el Imperio comenzaría una vez más a desmoronarse. Para algunos en el Imperio, la promesa de libertad religiosa de los árabes parecía preferible a las otras propuestas, aparentemente blasfemas e impulsadas por intereses políticos. En su lecho de muerte el 11 de febrero de 641, Heraclio murió susurrando que había mentido; se mostró reacio a apoyar el monotelismo. Aparentemente, lo único que quería era que todos los pueblos de su imperio se unieran en fraternidad.

El Imperio bizantino después de que los árabes conquistaran las provincias de Siria y Egipto. Al mismo tiempo, los eslavos ejercieron presión y se instalaron en los Balcanes.

Antes de su muerte, Heraclio fue "persuadido" por su esposa Martina para coronar a su hijo Heracleonas (Flavius Heraclius) coheredero al trono del Imperio junto con su medio hermano Constantino III, hijo de la primera esposa de Heraclio, Eudoxia. Mientras tanto, un grupo numeroso de ciudadanos bizantinos vieron a la emperatriz como la razón de las recientes desgracias del imperio, pero serían ignorados. Su hambre de poder provocó que Bizancio continuara sucumbiendo ante el desorden.

### Valuación de su reinado
El reinado de Heraclio fue uno de tiempos mixtos. Comenzó su reinado perdiendo las provincias orientales, lo llevó a su apogeo al retomarlas contra viento y marea, y terminó perdiéndolas nuevamente a manos de otro enemigo. Fue Heraclio quien primero retiró los ejércitos de campo del este a Anatolia, estableciendo las bases del sistema Thema, y fue él quien, a través de la despoblación y la destrucción de fortificaciones, estabilizó la frontera de Anatolia, que permanecería prácticamente sin cambios durante los siguientes 350 años.
A finales del reinado de Heraclio, el latín propio se había reducido exclusivamente al papel militar y ceremonial excluyendo a los exarcados (África y Rávena), siendo reemplazado por el griego como lengua de la corte y la alta administración. Esta fue la consecuencia de varios cambios demográficos naturales, y como tal nunca hubo un cambio oficial de un idioma a otro, como a veces se afirma. También fue el primer emperador que, después de derrotar a los persas, adoptó oficialmente el título de Basileos, "Rey" en griego, aunque el título se había utilizado de manera extraoficial durante siglos; por ejemplo Procopio, un historiador y escritor de Palaestina, quien usó el título con frecuencia en sus textos. No hay indicios, al contrario de lo que se suele afirmar, de que Basileo se convirtiera en el título "principal" de Heraclio, pues otros títulos imperiales destacados desde el periodo antiguo/latino del Imperio, como Augusto e Imperator, se usaron con diferente frecuencia a lo largo de la vida del imperio.
Si Heraclio hubiera muerto en 629, podría haber sido recordado por su prominente éxito en la reorganización militar del estado y su impresionante manejo durante la última guerra persa, en la que la esperanza y la moral que infundía en sus tropas le hicieron conseguir la victoria. Sin embargo, su vida tan longeva provocó que los bizantinos lo recordaran por sus controversias religiosas, fracasos contra los árabes y por el matrimonio incestuoso con su sobrina, que muchos creían que había traído la retribución divina sobre todo el Imperio. Su gobierno recuerda al de Justiniano I; con un excedente de victorias militares pero con una gran cantidad de problemáticas internas
Tras su muerte, el cadáver de Heraclio no fue enterrado de inmediato, sino que permaneció tres días siendo custodiado por sus soldados hasta que finalmente fue sepultado en la Iglesia de los Santos Apóstoles dentro de un sarcófago de ónix blanco junto a quien fue el fundador de su Imperio, Constantino I.

## El sistema de themas

El establecimiento de los thémas en el Imperio Bizantino.

El ejército imperial, el cual Heraclio se comprometió profundamente para mejorar, finalmente logró reorganizarse en Asia Menor en cuatro Thémas, en lo que ahora se conoce como el sistema de Themas. Este sistema fue originalmente acreditado al gobierno de Heraclio por historiadores especializados en el Imperio Bizantino como Georg Ostrogorsky. Mediante Teófanes como fuente, se cita la expresión "el distrito de los themas" en el año 622, lo que muestra que los themas habían comenzado a crearse en ese período de tiempo. Sin embargo, hay evidencia presentada por algunos historiadores modernos de que posiblemente podría atribuirse a Constante, y, sin embargo, otros están abiertos a la posibilidad de que Heraclio posiblemente podría haberlo implementado a finales de la década de 630 en Cilicia. En cualquier caso, el debate sobre cuándo y dónde exactamente se originó el sistema de themas aún continúa.
Las regiones administrativas creadas a partir de este sistema estarían en manos de un strategos, un gobernador militar. El objetivo de estos themas era maximizar el potencial militar: Muchos hombres sanos y sus familias se establecieron en los cuatro primeros themas y se les dieron tierras para la agricultura. A cambio de estas tierras, los hombres debían servir al Imperio como soldados leales, y así comenzaron los ejércitos sustentados por los themas del Imperio bizantino que en los siglos venideros demostrarían ser una fuerza de combate confiable aunque no imbatible. No obstante, un ejército autóctono bien entrenado, leal al estado, serviría al Imperio mucho mejor y durante más tiempo que los mercenarios de la época, cuya lealtad era únicamente a la moneda, lo que podría manipularse y volverse en contra el estado mismo, como ya   había pasado durante la Caída del Imperio Romano Occidental.

## Constante II

### Muerte de Heraclio

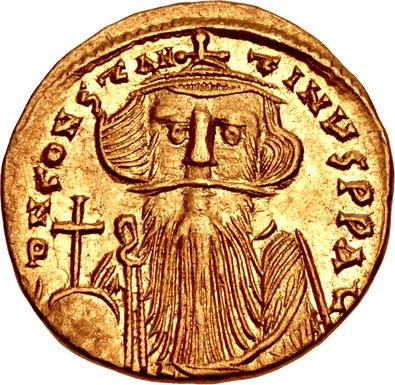
Sólido de Constante II, la inscripción dice "Constantinus", ya que ese era su nombre real y solo un apodo diminutivo.

La incapacidad en la cual estaba Heraclio para gobernar el Imperio en sus últimos meses de vida no favoreció a Bizancio. Después de la muerte de Heraclio en febrero de 641, la ex emperatriz Martina se declaró a sí misma, a su hijo Heracleonas y a su hijastro, Constantino III Heraclio, como coemperadores. Sin embargo, los ciudadanos de Constantinopla se negaron rotundamente a aceptar esto. Y así, cuando Constantino III murió prematuramente en algún momento de mayo de 641 (siendo asumido por los ciudadanos que la artífice de esto fue Martina), Heracleonas y su madre fueron depuestos el verano siguiente. Entonces a Heracleonas le cortaron la nariz y a Martina le arrancaron la lengua. Estos actos aseguraron que Heraclonas nunca pudiera convertirse en Basileus (Monarca), las deformidades físicas lo habrían imposibilitado. Sin embargo, teniendo en cuenta que ambos eran sospechosos de cometer regicidio, su destierro a la isla de Rodas fue un castigo leve.
Con Constantino III muerto, la población de Constantinopla recurrió a su hijo de 11 años (quien también fue llamado Heraclio), para ser coronado como el nuevo emperador y entonces este cambió su nombre a Constantino. Sin embargo, más tarde se hizo conocido con el sobrenombre de "Constante", convirtiéndose así en Constante II.

### Guerras contra los árabes
Constante II había heredado de su abuelo Heraclio la guerra con los árabes, quienes estaban empeñados en conquistar el Imperio bizantino y difundir la palabra del profeta islámico Mahoma por todos los territorios de Oriente Próximo. Tras su ascensión repentina, hubo poco tiempo para implementar una defensa efectiva en Egipto, y como consecuencia la provincia cayó en 642, hecho en el cual Constante II tuvo nula culpabilidad.
La pérdida de Egipto y el Levante fue catastrófica: Junto con toda la mano de obra de estas provincias, el suministro sustancial de materiales y sobre todo de alimentos desde Egipto pasaron a ser cosa del pasado. La escasez de alimentos ahora se había agregado a una lista, en crecimiento, de problemas que debía enfrentar el Emperador. Y para empeorar la situación de los bizantinos, los ejércitos árabes seguían avanzando (en 647, el exarcado de Cartago había sido derrotado de manera decisiva), otra derrota que resultó muy costosa, ya que África era la principal fuente de cereales del Imperio seguido por Egipto, que ya había sido conquistado. La lista de derrotas continuaría creciendo, ya que desde el 644, los árabes comenzaron a construir una flota considerable para hacerle frente a la hegemonía naval grecorromana, que llevaba siglos existiendo sin ser amenazada. En 657, la flota árabe fue desplegada para asaltar la isla bizantina de Chipre; la isla apenas tenía defensas y los árabes saquearon la ciudad principal de Salamina, destruyeron sus instalaciones portuarias y devastaron el campo. En 654, la flota musulmana avanzó sin oposición hasta la isla de Rodas. Después de la caída de la isla, Constante II sufrió otra derrota humillante en la Batalla de Finike, cuando envió su flota para enfrentarse a los árabes frente a Licia. Durante el enfrentamiento, Constante II, temiendo la posibilidad de ser capturado, intercambió ropa con uno de sus hombres para que pudiera escapar de la zona sin ser identificado. Aunque su estrategia funcionó y no fue capturado, la situación fue bastante injuriosa para el llamado "Rey de Reyes".

#### Breve descanso para los bizantinos
En este punto, los árabes parecían invencibles a ojos de los romanos y, por lo tanto, solo podían verse obstaculizados por sí mismos. Afortunadamente para Bizancio, los árabes comenzaron a hacer exactamente eso. El califa Uthmán ibn Affán fue asesinado en Medina. Como resultado, Ali, el yerno del profeta islámico Mahoma, fue elegido como su sucesor. Sin embargo, Muawiya, el gobernador de Siria que dirigió la flota árabe contra Bizancio, también fue proclamado califa por el gobierno local de Siria. Solo cuando Ali fue asesinado en 661 terminó el conflicto civil, para desgracia del Imperio Bizantino.

### Intentos para hacer frente a las controversias religiosas
Claramente, Bizancio no tuvo ninguna posibilidad de defenderse de sus oponentes cuando los obispos y teólogos dividieron al Imperio por debates teológicos. Constante II vio esto y parece que tuvo suficiente. In 648, Constante, que aún tenía solo 18 años, declaró un edicto en el que nadie plantearía la controversia monotelismo/calcedonia bajo pena de destierro, después de que el Papa Teodoro I excomulgara a Pirro, el patriarca de Constantinopla. Cuando el sucesor de Teodoro, Martín I, quiso echar leña al fuego al convocar un concilio para condenar el monotelismo en octubre de 648, fue arrestado, llevado a la capital y tratado por las autoridades como un delincuente común. En prisión se dice que su maltrato fue tal "que su sangre se escurría en el piso". Finalmente, tras ser acusado de traición y regicidio fue desterrado a Crimea. Este es uno de los actos que demostraba la frustración que tenía el Emperador.

### Hacia el oeste
Constante II decidió entonces dirigir su atención y recursos a Occidente con la esperanza de tener una mejor suerte. Mientras los sarracenos se establecían en el antiguo territorio bizantino, los ávaros y los búlgaros aún permanecían asentados a lo largo del río Danubio, al igual que los eslavos, cuyo tributo anual al Imperio se estaba quedando corto. Constante II luego decidió trasladarse a Siracusa en Sicilia en 662, junto con todo su capital. Algunos dicen que esto fue para escapar de las horribles visiones que este tenía sobre su hermano a quien había asesinado hacia dos años. Su estancia en Italia y Sicilia solo puede imaginarse como algo desagradable para los locales. El ejército bizantino requisó todo objeto de valor que hubiera en Roma, incluso el cobre de los tejados. La noticia de que Constante II fue asesinado mientras se bañaba a manos su sirviente griego el 15 de julio de 668 fue, en aquel momento, un alivio de muchas personas.
Constante II dejó al Imperio en peor estado de lo que lo había encontrado. Las guerras árabo-bizantinas se volvieron cada vez más unilaterales y los inmensos recursos con los que contaba del califato significaban que cualquier reconquista a corto plazo sería virtualmente imposible, y más aún mientras persistía la desunión a través de campesinos insatisfechos y los intelectuales inquietos. 

### La dinastía Tang en China

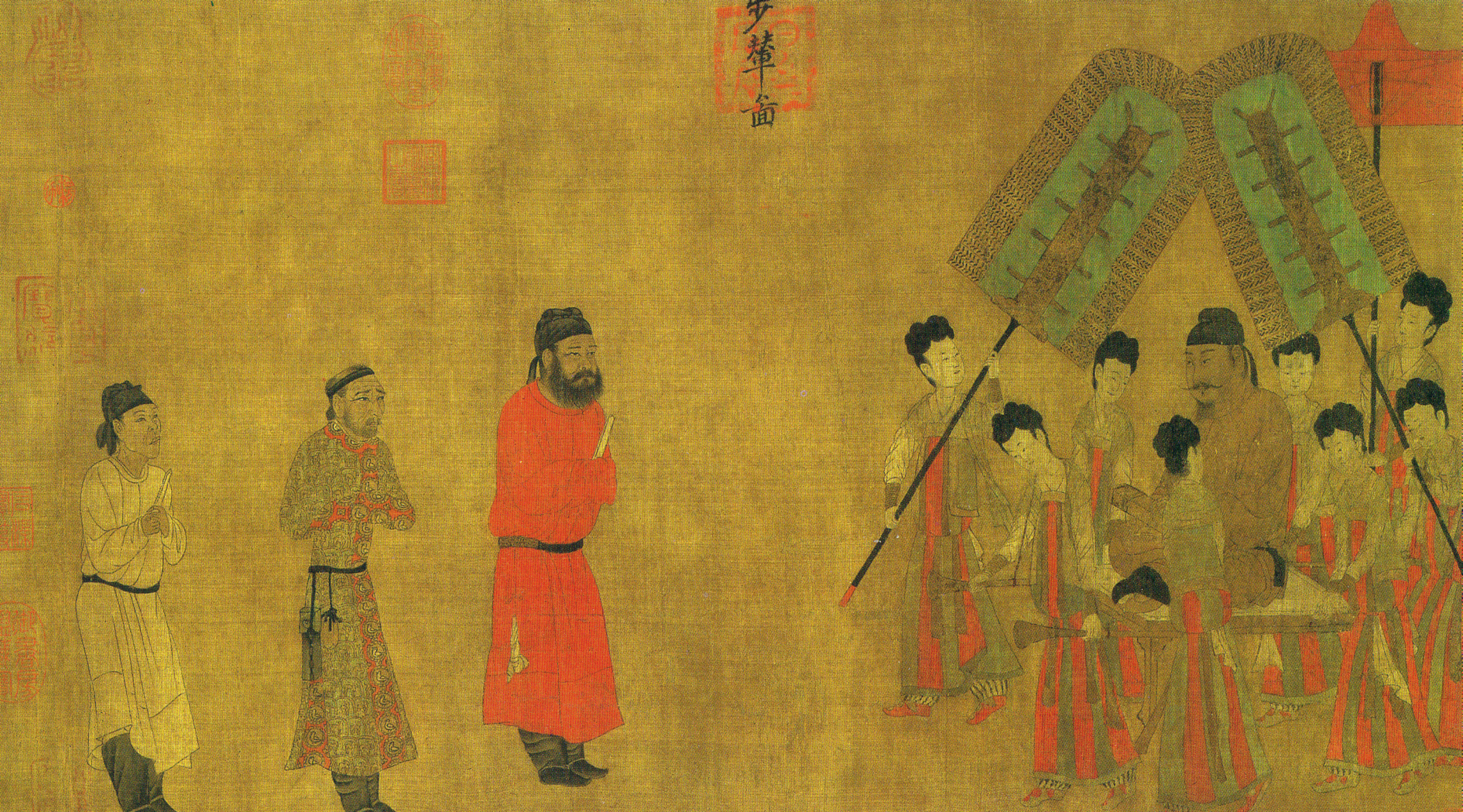
El emperador Taizong de Tang (r. 626-649) concediendo una audiencia a Gar Tongtsen Yulsung, embajador del Imperio tibetano, en una pintura del artista chino Tang Yan Liben (600-673 d. C.).

También parece haber habido interacciones entre el gobierno bizantino y China en este momento. El historiador griego bizantino Procopio afirmó que dos monjes cristianos nestorianos finalmente descubrieron cómo se fabricaba la seda. A partir de esta revelación, Justiniano I envió monjes como espías en la Ruta de la Seda desde Constantinopla a China y de regreso para robar los huevos del gusano de seda. Esto resultó en la producción de seda en el Mediterráneo, particularmente en Tracia, en el norte de Grecia, otorgándole así al Imperio bizantino el monopolio de la producción de seda en la Europa medieval hasta la pérdida de sus territorios en el sur de Italia. El historiador bizantino Teofilacto Simocates, escribió durante el reinado de Heraclio (r. 610–641), transmitiendo información sobre la geografía de China, su ciudad capital Khubdan (Turco antiguo: Khumdan, es decir, Chang'an), su actual gobernante Taisson, cuyo nombre significa "Hijo de Dios" (Chino: Tianzi, aunque esto podría ser un derivado del nombre del emperador Taizong de Tang), y anotó correctamente que su reunificación por parte de la dinastía Sui (581-618) ocurrió durante el reinado de Mauricio, señalando que China había estado previamente dividida políticamente a lo largo del río Yangtsé por dos naciones en guerra. Esto parece coincidir con el periodo donde se desarrolló la conquista de la dinastía Chen en el sur de China por el emperador Wen de Sui (r. 581-604).
El Libro de Tang y el Nuevo libro de Tang mencionan varias embajadas hechas por Fu lin(拂菻; es decir, Bizancio), que recuerdan al Da Qin (es decir, el Imperio Romano), comenzando en 643 con una embajada enviada por el rey Boduoli (波多力, refiriéndose a Constante II Pogonatos) al emperador Taizong de Tang, con regalos como vidrio rojo.  Estas historias también proporcionaron descripciones superficiales de la ciudad de Constantinopla, sus murallas y cómo fue sitiada por Da shi (大食; los árabes del califato omeya) y su comandante "Mo-yi" (摩拽伐之; es decir, Muawiya I, el gobernador de Siria antes de convertirse en califa), quien los obligó a pagar tributo. Henry Yule, un estudioso oriental escocés, destaca el hecho de que Yazdgerd III (quien reinó entre 632 y 651), último gobernante del Imperio Sasánida, llegó a enviar diplomáticos a China para obtener ayuda del emperador Taizong (considerado el soberano legítimo de Ferganá en Asia Central) durante la pérdida del corazón de Persia a manos el califato islámico de Rashidun, situación que puede haber llevado a que los bizantinos enviaran emisarios propios a China en medio de su reciente pérdida de Siria ante los musulmanes. Las fuentes chinas Tang también registraron cómo el príncipe sasánida Peroz III (636–679) huyó a los territorios de la dinastía Tang tras la conquista de Persia por el creciente califato islámico. Se registra que otras embajadas bizantinas en Tang China llegaron en los años 711, 719 y 742. De los registros chinos se sabe que Miguel VII Ducas (Mie li sha ling kai sa 滅力沙靈改撒) de Fu lin organizó una misión diplomática a la dinastía Song de China que llegó en 1081, durante el reinado del emperador Song Shenzong.

## Constantino IV

### Asedio de Constantinopla

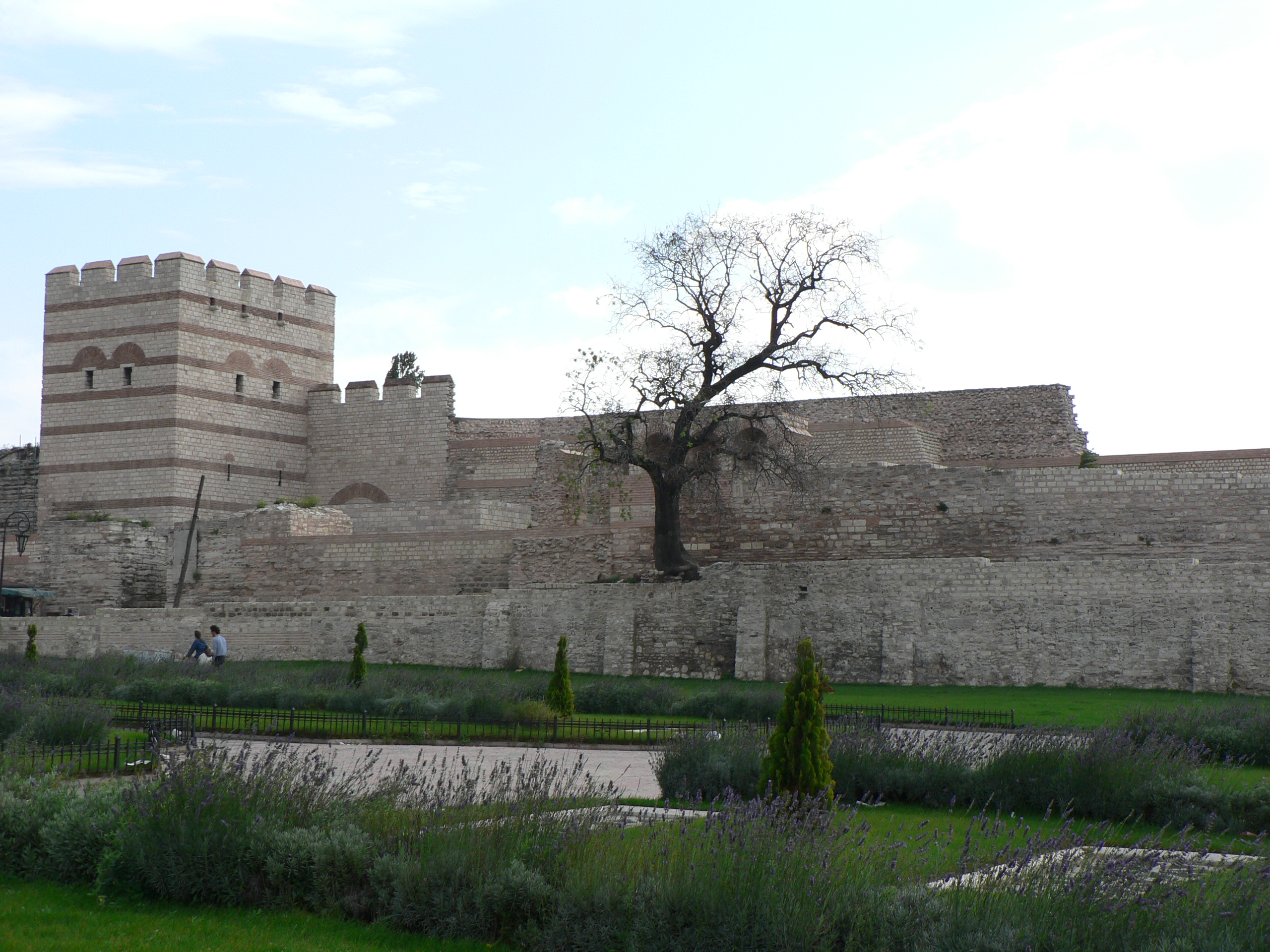
Los árabes no lograron romper a través de los grandes muros de Constantinopla.

Al igual que sus predecesores, las guerras con los sarracenos continuaron de forma relativamente continua. Antes de convertirse en Emperador, Constantino IV fue el administrador de las tierras de su padre para las regiones orientales del Imperio, al menos los pocos territorios que aún quedaban bajo su dominio. Se hicieron aún menos cuando los árabes comenzaron la captura de una ciudad imperial bizantina tras otra a lo largo de toda la costa de Jonia. Finalmente, en 672, Muawiya el califa capturó la península de Cícico, a solo 80 km de Constantinopla. La escena era deprimentemente familiar para el Imperio Bizantino: La capital estaba amenazada y las probabilidades no eran favorables para los defensores; los árabes habían traído consigo armas de asedio pesadas y comenzaron el sitio de Constantinopla en 674. A pesar de esto, Constantinopla demostró ser demasiado incluso para los árabes, donde antes la desunión, la mera mala suerte o la habilidad y el celo habían dado la victoria a los guerreros del Islam, ahora eran los defensores de la capital quienes, armados con el fuego griego, repelían exitosamente todos los ataques árabes. Finalmente, en 678, después de sufrir bajas masivas, los sarracenos se retiraron y Muawiya aceptó una oferta de paz. En 680, Muawiya había muerto y Constantino IV, ahora en el apogeo de su popularidad, había logrado derrotar a los árabes, tanto en tierra firme (en Licia) como en el mar.

### Guerras con los búlgaros
Con la amenaza sarracena temporalmente neutralizada, los bizantinos dirigieron su atención hacia el oeste, donde los búlgaros estaban invadiendo el territorio imperial. En 680, Constantino IV lanzó una expedición naval para hacerlos retroceder; la campaña fracasó y los búlgaros se volvieron aún más audaces. Incapaz de detenerlos por medio del conflicto, Constantino se conformó con un tratado humillante para su gobierno, más no desastroso, por el cual se debía pagar dinero de "protección" al rey búlgaro. La más importante implicación de este tratado fue que Bizancio ya no tendría que preocuparse por los búlgaros durante el resto del reinado de Constantino.

### Tercer Concilio de Constantinopla
Constantino IV estaba decidido a ponerle fin al problema de la controversia del monotelismo/calcedonio de una vez por todas. Convocando a representantes de todos los rincones de la cristiandad para discutir el asunto en cuestión, debatieron hasta el año 681 cuando Constantino IV, quien había presidido gran parte de las reuniones, respaldó los hallazgos de carácter prácticamente unánime. Cuatro años más tarde, en 685, Constantino IV murió de disentería. Su muerte prematura a los treinta y tres años dejó a Bizancio sin su respetado emperador, que había derrotado a sus enemigos tanto desde dentro como desde fuera, y que había logrado restaurar la relación con el papa de la Iglesia católica.
La esposa de Constantino, Anastasia, ya había dado luz a su hijo, Justiniano. Como resultado, su nombre influenciaría notablemente su política exterior en un intento de emular la conquista de Occidente que había logrado Justiniano I, un movimiento arriesgado teniendo en cuenta los pocos recursos que tenía el Imperio en caso de que se diera un enfrentamiento bélico.

## Justiniano II

### Victorias

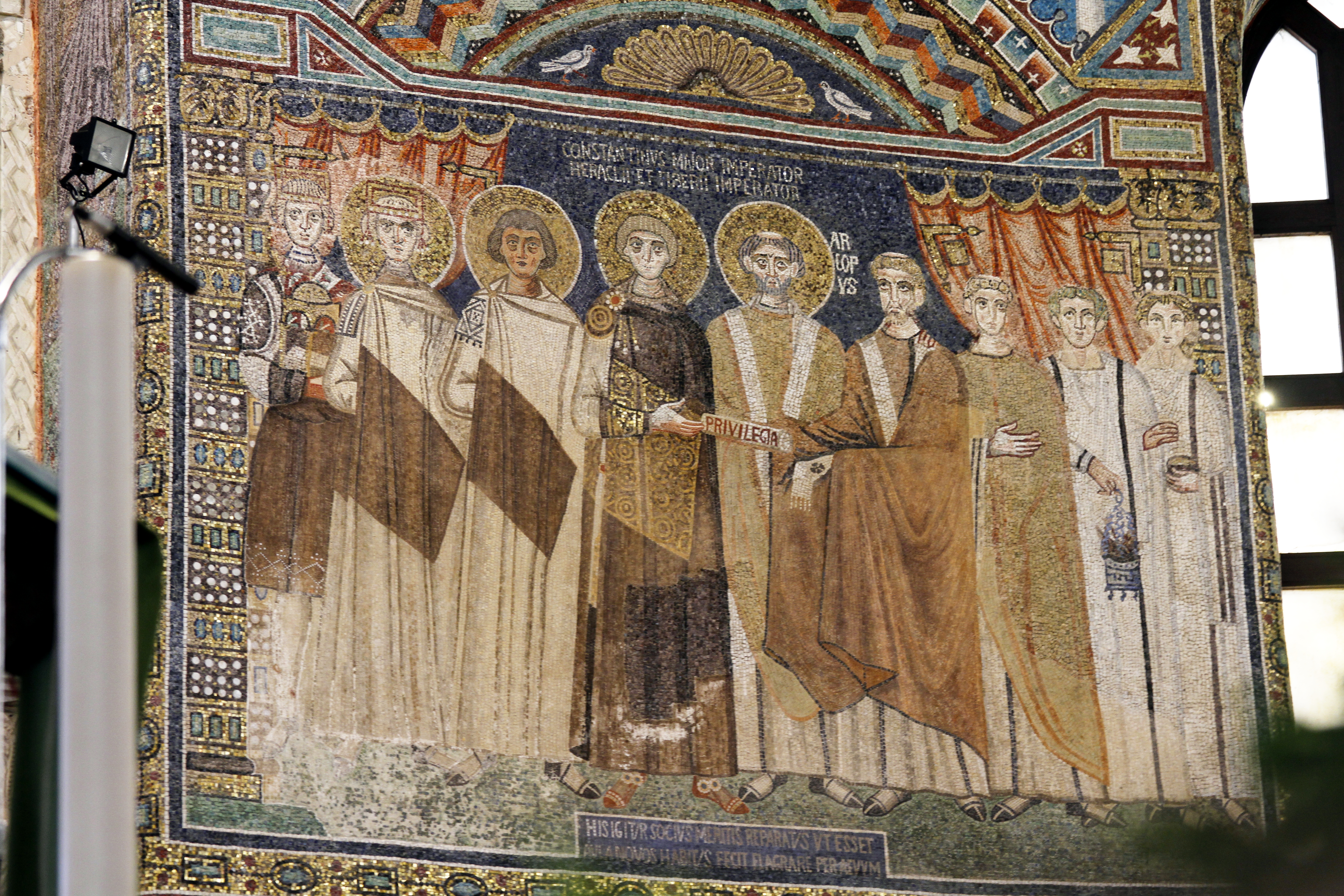
Mosaico de Constantino IV (el cuarto empezando desde la izquierda) con sus coemperadores Heraclio, Tiberio y Justiniano II a su derecha.

El comienzo del reinado de Justiniano continuó con los éxitos militares que había conseguido su padre contra los invasores árabes. Emprendiendo campañas en Armenia, Georgia e incluso Siria, consiguió que se llegara a una renovación del tratado de paz firmado por su padre y el califa. Con las guerras en el este finalizadas con resultado favorable para su imperio, Justiniano II centró su atención en el oeste, donde envió una expedición contra los eslavos entre 688 y 689. Su éxito en Occidente fue coronado en la entrada triunfal que hizo en Tesalónica, la segunda ciudad más grande del Imperio.
Después de estas victorias, Justiniano se dedicó a intentar aumentar el thema Opsiciano trayendo unos 250 000 colonos de origen eslavo a Asia Menor. El beneficio de la mudanza fue doble pues además de abrir más tierras agrícolas, también habría habido un aumento en la población y por lo tanto se podría reclutar una mayor cantidad de tropas en forma de milicias auxiliares, lo que permitiría al Imperio pelear sus guerras con más efectividad. Además, el aumento de las clases bajas desplazó al poder de la aristocracia para con el sector de los campesinos acomodados. Estos campesinos autosuficientes, dueños de sus propias tierras, se convirtieron en la columna vertebral de los ejércitos locales de los Thémas. Bajo tales circunstancias, el poder del Imperio y el Emperador aumentaron simultáneamente. Desde la época preimperial, los plebeyos buscaban un campeón militar para combatir al poder autocrático de la aristocracia, por lo que la plebe apoyó con demasía al emperador.

### Fracasos
En 691, se reanudó la guerra con los árabes y Justiniano aumentó los impuestos y comenzó a requisar bienes para financiar el conflicto. Sin embargo estas medidas fueron muy impopulares y cerca de 20 000 soldados eslavos se pasaron al bando árabe, y con ellos Armenia quedó en manos del enemigo. La respuesta de Justiniano no se hizo esperar, y en un ataque de ira ordenó el exterminio de todos los eslavos en la provincia Bitinia: Innumerables hombres, mujeres y niños fueron ejecutados a causa de la furia del emperador.
Justiniano luego dirigió su atención a los asuntos religiosos, que habían sido apaciguados por los esfuerzos de su padre. Cuando convocó a otro consejo alrededor de los cabos sueltos del anterior (quinto y sexto, así llamado Concilio Quinisexto) concilios ecuménicos, se plantearon propuestas muy estrictas, incluida la excomunión por "delitos" que iban desde el rizar el cabello de manera provocativa o seductora, la mención de los dioses paganos (especialmente Baco durante la vendimia), la venta de amuletos, contratar los servicios de un adivino e incluso la danza. A los ermitaños se les prohibió hablar con la gente del pueblo o presentarse en sociedad de manera particular. Para empeorar las cosas, no se convocó a ningún representante de Roma, por lo que cuando se le pidió al Papa Sergio I que aprobara 102 cánones, no solo se negó, sino que logró usar las milicias de Roma y Rávena contra el exarca Zacarías. La clemencia del Papa permitió que el Exarca de Rávena escapara de allí con vida.
Al enterarse de esto, se dice que Justiniano entró en otro de sus ataques de ira, que parecían volverse cada vez más frecuentes. Ya era impopular entre la población a su temprana edad de 23 años. Su mano dura para extraer el dinero de los impuestos tanto de los campesinos como los ricos hizo que todos se sintieran profundamente resentidos, especialmente porque el emperador apoyaba el uso de la tortura, que incluía el uso de fuego y látigos. Por lo que, no fue una sorpresa para nadie (aunque sería el deleite de muchos bizantinos) que la rebelión naciera entre las filas de la aristocracia. La revuelta encontró un líder en un soldado profesional que hasta aquel momento se encontraba en prisión; Leoncio.

## No dinástico: Leoncio

### Prisionero

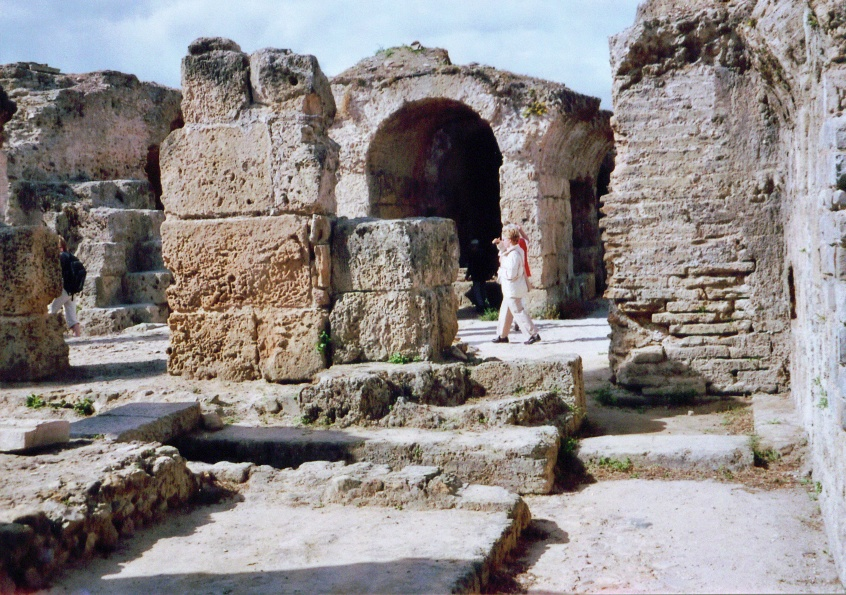
Las ruinas de Cartago.

Leoncio estaba retenido en prisión cuando un monje le dijo que algún día usaría la diadema imperial. Tal conversación no solo era peligrosa para el monje (quien, de haber sido descubierto, le podrían haber arrancado los ojos y mandado al exilio por alta traición) sino también peligroso para el hombre que lo escuchaba, y se aprovecharon de la mente de Leoncio hasta que en 695 (después de ser liberado) inmediatamente lideraría un golpe de Estado relativamente inesperado. Afortunadamente para él, muchos de sus compañeros también habían sido encarcelados (lo que sugiere que tal vez toda su unidad pudo haber corrido su misma suerte), por lo que cuando marchó sobre su antigua prisión para liberar a los reclusos, muchos le declararon su apoyo.

### Ascenso y caída
Marchando hacia Hagia Sophia, tuvo la suerte de contar con el apoyo del patriarca Calínico I, cuyos recientes insultos al emperador y su gobierno lo dejaron temiendo por su vida y con pocas opciones.
Con el apoyo de la facción ''azul'', Leoncio y sus hombres derrocaron a Justiniano II, cortándole la nariz en un proceso oriental conocido como rhinokopia, y finalmente declarándose Basileus.
El gobierno de Leoncio fue breve y, en términos generales, un fracaso. Las fuerzas armadas del Islam se ponían en marcha de nuevo y esta vez el Exarca de Cartago estaba en serios problemas. Las derrotas previas ya dejado a la supremacía árabe bien establecida en la región. Leoncio, a pesar de ser un militar profesional, dirigió una expedición fallida a Cartago. En lugar de informar de su pérdida, volver a la capital y enfrentarse a la ira del Emperador, las tropas derrotadas decidieron nombrar a uno de los suyos como Basileus (un alemán llamado Apsimar) y con el apoyo de la facción de los Verdes (rivales directos de la facción de los Azules, quienes impulsaron a Leoncio al trono imperial) estableció a Apsimar como Basileus Tiberius III.

## No dinástico: Tiberio III
El gobierno de Tiberio fue igualmente corto pero un poco más efectivo por su exitosa campaña contra los sarracenos, de hecho, pareciera que su herencia germánica le había dado el mismo apetito por la guerra que había permitido a muchos de sus iguales, conocidos como "bárbaros" por los romanos, conquistar el Imperio Occidental, con sus tropas llegó a Armenia e incluso marchó por la Siria musulmana. Pero en ese momento en 705, fue derrocado por la fuerza militar. Justiniano, que durante diez años estuvo en el exilio, regresó. La población bizantina no podría haber sufrido una situación política peor.

## Justiniano II (restaurado)

### Años en el exilio
Después de haber sido depuesto por Leoncio, Justiniano buscó refugio en el Kaganato de los jázaros, donde el gran kan le ofrecería a su hermana como esposa. Renombrando a su consorte Teodora, se instaló en Fanagoria a la entrada del Mar de Azov, donde podían estar al tanto de los eventos imperiales. Justiniano se vio obligado a actuar cuando en 704 se difundió la noticia de que lo buscaban vivo o muerto, con una generosa recompensa de por medio. Dichos rumores se confirmaron cuando una banda de soldados llegó a su ubicación. Al darse cuenta de que su vida corría peligro, invitó a dos de los oficiales (de quienes sospechaba que eran los asesinos a sueldo) a su casa y los asesinó. Dejando a su esposa  segura en el reino de su hermano, huyó a Bulgaria, que era el principal enemigo de Bizancio en Occidente. Allí consiguió un pacto con el rey búlgaro Tervel otorgándole el título de César si le ayudaba a recuperar el trono de Bizancio.

### Restauración y mandato

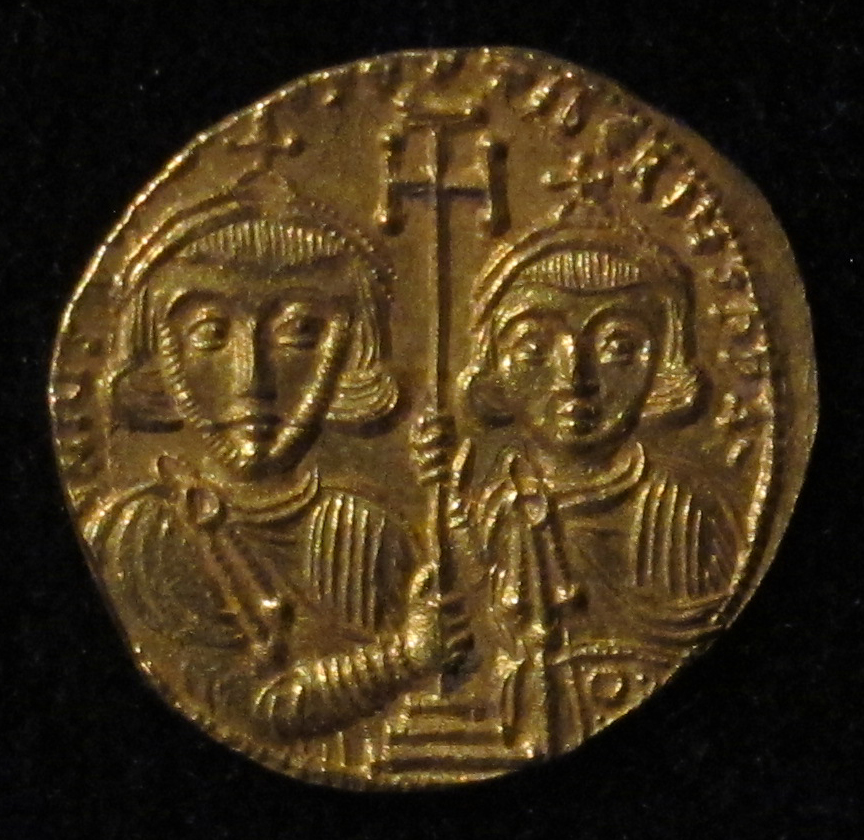
Justiniano II y su hijo Tiberio.

En la primavera de 705, Constantinopla se encontró rodeada por un ejército conformado por eslavos y búlgaros, dirigidos por Justiniano. Después de tres días de exploración, sus hombres encontraron un conducto abandonado que cruzaba las murallas y lograron infiltrarse. Allí sorprendió a los guardias en el Palacio de Blanquerna, quienes estaban dormidos. En unos minutos, el edificio entero había sido capturado y Tiberio huyó a Bitinia mientras los ciudadanos de la capital se rendían de forma pacífica; la alternativa habría sido un salvaje saqueo que, en la mente del vengativo Justiniano, era lo más justo y necesario.  Al día siguiente, Justiniano recibió el título de César y una túnica púrpura, propia del emperador de los romanos.
Éxitoso en su golpe de Estado, Justiniano II se dispuso a traer de vuelta a su esposa y saldar las numerosas cuentas que tenía con sus súbditos desleales. Tiberio y su predecesor Leoncio fueron capturados y ejecutados el día anterior después de un humillante apedreada en el Hipódromo. Luego, el patriarca Calínico, cuyas ofensas lo había llevado a apoyar apresuradamente a Leoncio en busca de protección, y que había participado en la coronación de los dos sucesores ''ilegítimos'' al trono bizantino provocó que le sacaran los ojos y le exiliaran a Roma. Después de eso, Justiniano se dispuso a matar al hermano de Tiberio, Heraclio, quien era quizás el mejor general del Imperio. Con él y su equipo de oficiales muertos, los estados vecinos no perdieron tiempo en confrontar al ejército vulnerado de Bizancio, sufriendo grandes derrotas contra las tribus bárbaras cerca de la desembocadura del Danubio y perdiendo la fortaleza vital de Tiana en Capadocia.

### Venganzas de Justiniano

#### Rávena
Decidido a infligir el mismo daño que le habían infligido a él, Justiniano envió una expedición militar contra el Exarcado de Rávena, por razones desconocidas para los historiadores modernos, aunque no se puede descartar que fuera por mera locura. Al llegar allí, la expedición encabezada por Teodoro saqueó la ciudad mientras sus hombres engañaban a los funcionarios para asistir a un banquete donde serían apresados y enviados a Constantinopla. A su llegada fueron recibidos por Justiniano, quien los ejecutó a todos excepto al arzobispo, a quien, sin embargo, dejó ciego y lo envió al exilio como era habitual, sin poder regresar hasta que Justiniano fue sepultado. Fue esta resolución lo que llevó a que Teodoro y sus hombres saquearan Rávena.
En Roma, sin embargo, la población fue calmada por el Papa Constantino. Las relaciones entre el Papa y el Emperador habían mejorado notablemente: Justiniano le besó los pies al Papa y envió una delegación a Roma para encontrarse con él (la delegación estaba conformada por el patriarca de Constantinopla, y Tiberio, hijo de Justiniano y coemperador). Al llegar a Constantinopla en 711, llegó a un acuerdo con Justiniano y finalmente aprobó 51 de los 102 cánones aún pendientes del Concilio Quinisexto (tratándose de los asuntos triviales que abordó antes de su exilio) y aceptando abandonar el resto de cánones, quizás menos importantes. Satisfecho, le permitió al Papa tener un viaje seguro hacia Roma.

#### Jersón

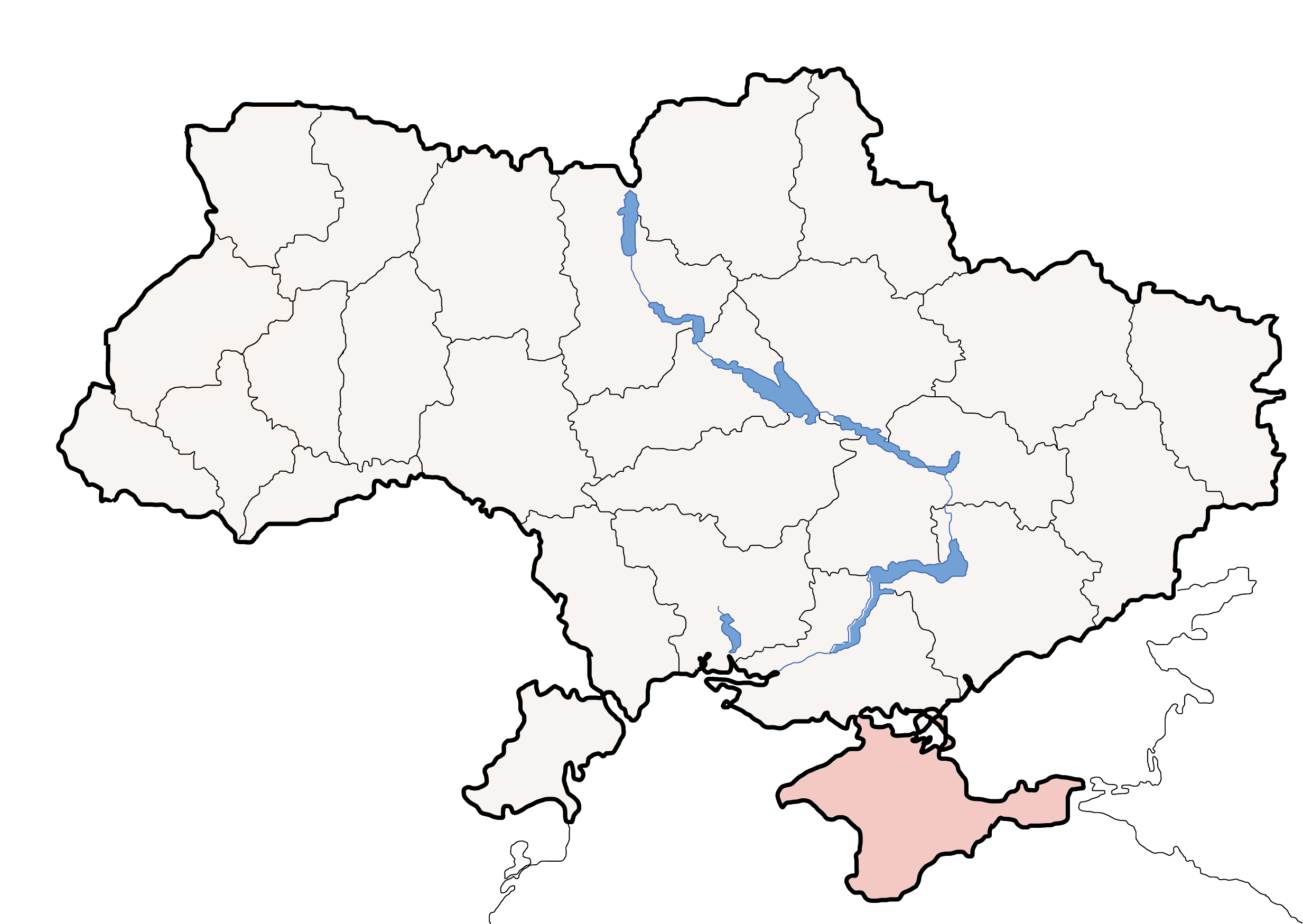
Mapa de Crimea. Los antiguos griegos habían colonizado la región como un puesto de comercio para el Mar Negro.

Justiniano entonces se dirigió a Crimea, donde había pasado su exilio. Allí, su cuñado, el Gran Kan, había invadido el territorio imperial al establecer un gobernador jázaro de su elección para administrar Jersón. Al llegar allí, la expedición se dispuso a hacer su trabajo: Incontables ciudadanos fueron ahogados (aparentemente mediante rocas y otros objetos que se usaban como pesas) y siete fueron cocinados vivos. El Tudun, gobernador designado Gran Kan, fue enviado a Constantinopla con otros 30 representantes, sin embargo, una tormenta destruyó su ejército y posteriormente también su flota cuando le ordenó regresar. Se dice que Justiniano recibió esta noticia riendo con efusividad. Se envió otra flota, pero la llegada del ejército del Gran Kan hizo que Justiniano reconsiderara cambiar sus métodos a otros más diplomático. Decidió enviar al Tudun de regreso con el Gran Kan con sus disculpas e hizo que Jorge de Siria presentara la disculpa imperial. Los ciudadanos de Jersón, naturalmente, no estaban dispuesto a escuchar ninguna disculpa después de lo masacre que había hecho Justiniano. Cuando el Tudun murió durante el viaje, los jázaros se encargaron de que su escolta de 300 soldados bizantinos lo acompañara al otro mundo.

#### Derrocamiento
Después del horrible fracaso de la expedición de Jersón, los ciudadanos proclamaron a otro hombre, Bardanes (un general exiliado) Basileus de Bizancio. Justiniano se enfureció por este acontecimiento inesperado. Una vez más, comenzó a redirigir recursos a otra expedición bajo el mando del patriarca Mauro contra Jersón, recursos que eran necesario para hacerle frente a los árabes y los búlgaros. Los jázaros aparecieron en el lugar impidiendo que la expedición destruyera apenas dos torres de defensa antes de verse obligada a detener el ataque. El Patriarca se dio cuenta de que regresar a la capital con la noticia de la derrota conduciría a su deposición violenta a manos de Justiniano. Por lo tanto, en un acontecimiento similar a la usurpación de Leoncio y Tiberio, desertó y junto con varias divisiones del ejército y la fuerza naval bajo su mando, declaró su apoyo al general Bardien cambió su nombre por el de Filípico.
Mientras Filípico se dirigía a la capital, Justiniano se dirigía a Armenia, una zona de guerra entre bizantinos y árabes. Llegó hasta Nicomedia al intentar retroceder, pero fue atrapado a veinte kilómetros de la Capital y ejecutado en el acto. Filípico había llegado antes que él y fue recibido con los brazos abiertos en la ciudad.
Teodora, la esposa jázara de Justiniano II escapó a un monasterio cercano con su hijo y ex coemperador Tiberio. El joven se aferraba a un fragmento de la Vera Cruz cuando un soldado irrumpió y se le quitó la mano. Se cuenta como el soldado depositó la cruz con gran respeto sobre el altar. Después de este acto, arrastró a Tiberio, que era apenas un niño, afuera y debajo del porche de una iglesia cercana lo asesinó, acabando así con la línea dinástica de Heraclio.